# Меси бей тюрбе
Меси бей тюрбе или Мезид бей тюрбе (на македонска литературна норма: Меси беј турбе) е османска гробница, намираща се в струмишкото село Банско, Северна Македония.
Сградата е обявена за културно наследство на Република Македония. В комплекса е имало и джамия, от която днес е запазено в руини единствено минарето.
Тюрбето е разположено в мюсюлманските гробища, северно от Банско. Тюрбето принадлежи към типа затворени тюрбета с квадратна основа. Засводено е с купол на нисък многоъгълен барабан. Градежът е от редуващи се редове от камък и тухли и завършва с каменен венец. Покрито е с турски керемиди.